# Посто дела Мадона-Верлинђери (Салерно)
Посто дела Мадона-Верлинђери је насеље у Италији у округу Салерно, региону Кампанија.
Према процени из 2011. у насељу је живело 269 становника. Насеље се налази на надморској висини од 539 м.